# Culicoides ribeiroi
Culicoides ribeiroi is een muggensoort uit de familie van de knutten (Ceratopogonidae). De wetenschappelijke naam van de soort is voor het eerst geldig gepubliceerd in 1990 door Lemble, Messaddeq, Capela & Kremer.